# Rosemarie Castoro
Rosemarie Castoro (née à Brooklyn en 1939 et morte à New York en 2015) est une artiste américaine associée au courant minimaliste new-yorkais.

## Vie et œuvre
Rosemarie Castoro pratique plusieurs arts dont le dessin, la peinture, la sculpture et d'autres. Elle est associée au minimalisme, mais aussi à l'art conceptuel et à la poésie concrète. C'est une pionnière de la peinture monochrome et de l'abstraction. Le corps humain en mouvement à travers l'espace physique est un thème récurrent dans son travail. 
Dans les années 1960, elle participe à plusieurs représentations avec une pionnière de la danse minimale, Yvonne Rainer. Elle fait des études de chorégraphie à l'Institut Pratt et obtient son diplôme de BFA cum laude en 1963.
Dans les années 1970, Castoro se concentre sur la sculpture. En 1971, elle crée une série de sculptures minimales géantes, appelées Free Wall Wall Pieces, qui permettront les interactions performatives. La surface des panneaux est enduite d'un mélange de graphite, de gesso et de marbre, appliqué abondamment pour créer des coups de pinceau rugueux et massifs.
À la mort de Rosemarie Castoro, sa galerie déclare qu'« elle avait une conscience aigüe de la façon dont les artistes femmes travaillant dans un style formaliste n'étaient pas épargnées en leur temps par les discriminations de genre », même si son travail était resté « strictement voué à un style abstrait non représentationnel, ».

### Exposition d'Artpark
L'affiche d'Artpark de 1979 présente la sculpture Flashers de Rosemarie Castoro sous le titre « Sculpture publique à l'ère post-héroïque ». Artpark propose de la sculpture, de la performance et de l'art public.
Castoro y réalise une série de formes figuratives en tôle noire de sept pieds de haut. Dans cette exposition, présentée à New York du 13 mai au 13 novembre 1983, elle donne une voix à l'art figuratif et un moyen de l'explorer.

## Collections
- MoMA, New York
- Musée de Newark, Newark, New Jersey
- Cornell Fine Arts Museum, Winter Park, Floride
- University Art Museum, Berkeley
- Centre national des arts plastiques, Paris
- Collection US Embassy
- Goldman Sachs
- Banque d'Amérique
- JP Morgan

## Bourses
- Bourse Guggenheim, 1971
- Conseil des arts de l'État de New York, 1972, 1973 Fonds national pour les arts, 1975, 1985
- Fondation Tiffany, 1977
- Fondation Pollock-Krasner, 1989, 1998